# 金華里 (中壢區)
金華里位於臺灣桃園市中壢區，在環北路、慈惠三街、元化路、新生路區域間，是中壢區行政中心的所在地。由西北、東、南至西順時針分別與興和里、水尾里、新街里、興南里、興國里、興平里比鄰。該里原隸屬於水尾里，因該地區都市計畫變更後重劃，先後有中壢區公所、前中壢市民代表會、遠東SOGO百貨、威尼斯影城等商業設施的設立，並吸引眾多人口移入，遂於2010年1月分割出金華里。

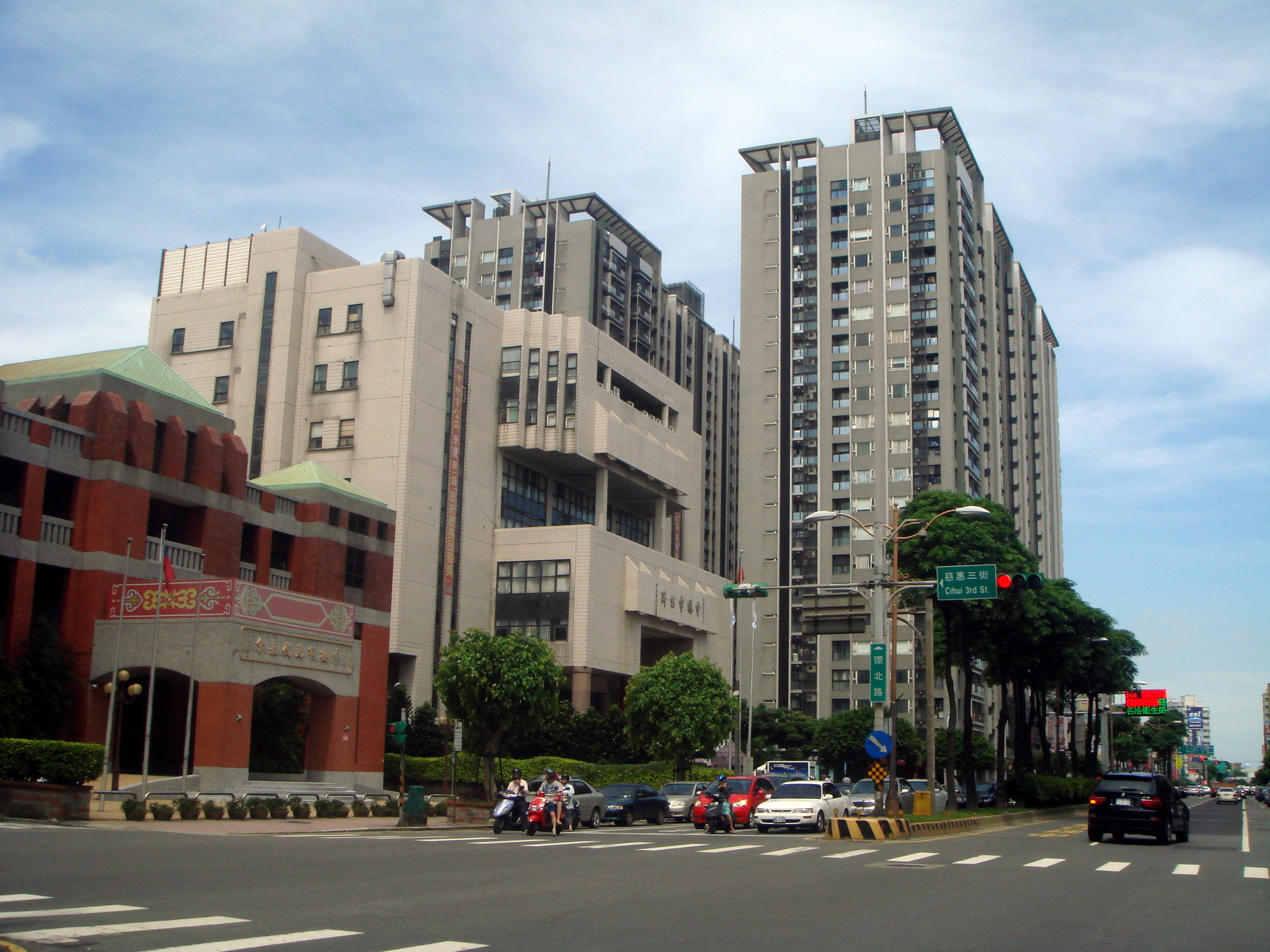
環北路、中壢區行政中心

## 外部連結
金華里Facebook粉絲頁面 （页面存档备份，存于）